# Drosophila calidata
Drosophila calidata este o specie de muște din genul Drosophila, familia Drosophilidae, descrisă de Takada, Beppu și Masanori Joseph Toda în anul 1979. Conform Catalogue of Life specia Drosophila calidata nu are subspecii cunoscute.